# Monnaies de la première révolte juive

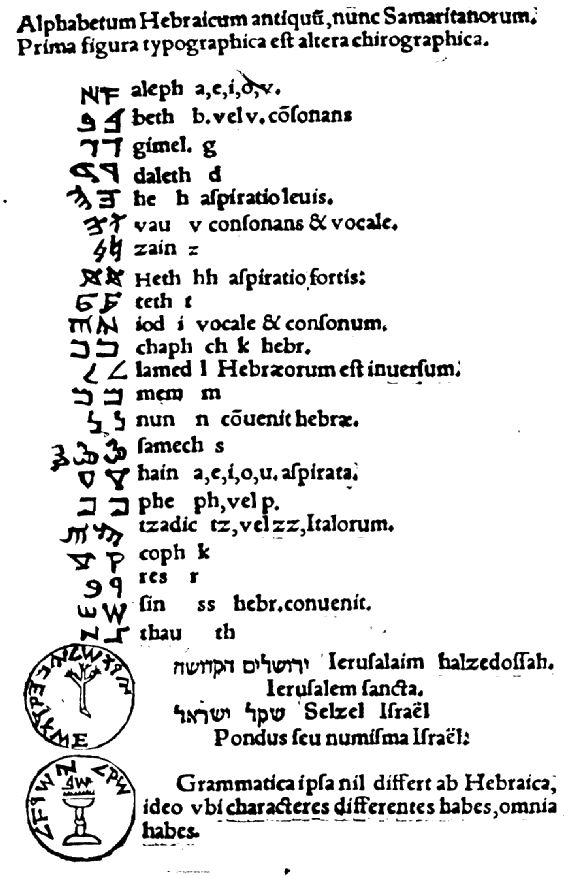
Représentation d'une pièce, supposée être la première représentation occidentale datant de 1538.

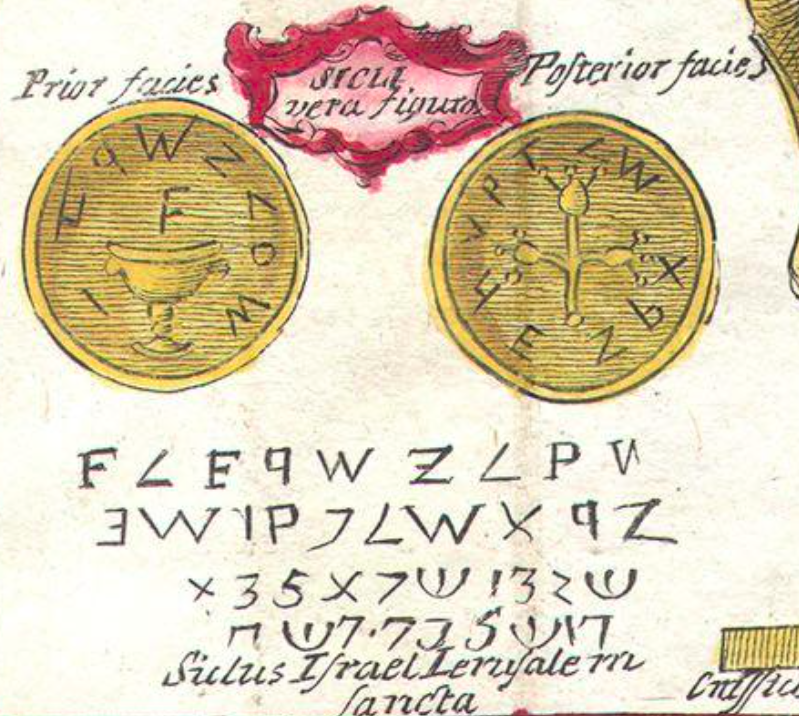
Croquis de 1632 de la première monnaie de la révolte juive. Les pièces ont été publiées et traduites dès 1631 dans les travaux de Jean Morin sur le Pentateuque samaritain.

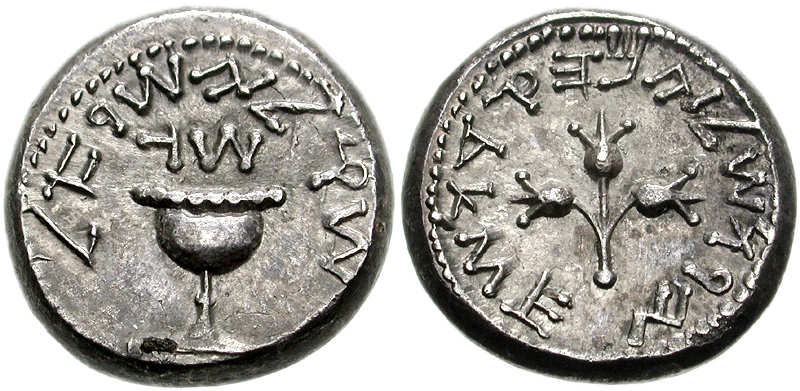
Une pièce de monnaie émise par les rebelles juifs en 68–69 apr. J.-C., annotée en alphabet paléo-hébraïque. Avers : " Shekel, Israel. Année 3". Revers : "Jérusalem la sainte".

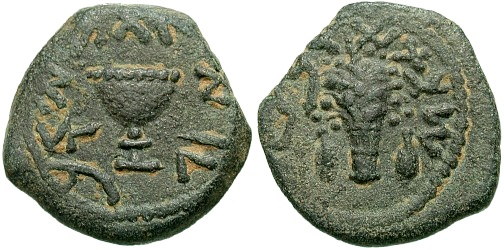
Prutah en bronze, huitième d'un shekel de l'an 4 (69–-70) émis lors de la première révolte juive.

Les monnaies de la première révolte juive ont été émises par les révoltés après le déclenchement de la révolte en 66. Les monnaies en argent émises jusqu'à la cinquième année de la révolte (70/71) sont une innovation et utilisent vraisemblablement l'argent conservé dans le Temple de Jérusalem qui a été contrôlé par les zélotes dès le début jusqu'à la prise de Jérusalem. Le gaufrage de pièces d'argent était une déclaration d'indépendance contre l'empire romain, car le droit d'émettre des pièces d'argent ne pouvait être donné que par l'empereur. Les dirigeants juifs de la révolte ont frappé leurs propres pièces pour souligner leur indépendance nouvellement acquise vis-à-vis de Rome.

## Le monnayage dans la région
Les premières monnaies juives apparaissent sous les hasmonéens à l'époque où la Judée est dirigée par Jean Hyrcan Ier, « sans doute dans les années 127-120 av. J.-C. », avec le titre de grand prêtre (Cohen Gadol). On remarque que les monnaies nabatéennes apparaissent au même moment. « Sous la domination romaine (à partir de -63), les États clients conservèrent le droit de frapper des monnaies. »
« À part peut-être des émissions en plomb sous Alexandre Jannée », « l'ensemble du monnayage des Hasmonéens », « d'Hérode le Grand et des Hérodiens est en bronze, alliage de cuivre et d'étain. » Si de leur côté les souverains nabatéens d'Arabie pétrée ont frappé aussi des monnaies en argent, les premières monnaies juives dans ce métal sont celles frappées par les insurgés après leur prise de pouvoir à Jérusalem et dans l'essentiel de la région Palestine à l'exception des cités grecques, vers septembre 66. La documentation papyrologique et littéraire montre qu'avant la révolte, « le shekel frappé à Tyr (en) était la principale monnaie de Judée en termes de valeur. » Il faut « rappeler que le tribut au Temple était alors payé en argent tyrien, », ce que des critiques comme R. Berrol considèrent comme paradoxal.
Un schéma général se dégage de l'analyse de la fréquence des monnaies dans la région. Les grandes cités grecques (Ascalon, Aradus, Sidon) qui avaient émis des pièces d’argent pendant et immédiatement après la période séleucide ont cessé d’émettre des monnaies d’argent autonomes au plus tard sous le règne d’Auguste. Seule la ville de Tyr a continué une production de pièces en argent. En 19 av. J.-C., sous l'empereur Auguste, Antioche, la capitale de la province romaine de Syrie, a commencé à produire des pièces d'argent provinciales,. À partir de ce moment, la Monnaie de la ville frappa de plus en plus de tétradrachmes, introduisant et développant l'utilisation de la monnaie romaine dans la région.

## Histoire
Selon le Megillath Ta'anith (§ 14), la reddition des Romains à Jérusalem a lieu le 17 Elul qui correspond au mois macédonien de Gorpiaios (fin août ou début septembre 66). Au cours de la première année de la révolte (66–67 apr. J.-C.), les Juifs ne frappèrent que des pièces d'argent, utilisant avec la réserve d'argent du temple. Ces pièces ont remplacé le shekel de Tyr (en), qui servait auparavant à payer la taxe du temple (en). Les pièces en argent nouvellement frappées comprennent des shekels, des demi-shekels et des quarts de shekels, chacune portant l’indication de l’année de la frappe et de leur dénomination ou de leur valeur. Ce sont les premières pièces d'argent véritablement juives, et représentent un calice sur l'avers datée depuis le début de la révolte, entourée de l'ancienne inscription hébraïque "Shekel d'Israel". Trois grenades bourgeonnantes sont présentées au revers, avec l'inscription « Jérusalem la Sainte ». La teneur en argent des nouvelles pièces est inhabituellement élevée (98%) et à peine différente entre les shekel et les demi-shekel. Cette teneur en argent toujours élevée indique qu'il s'agissait de l'argent du temple, les shekels de Tyr, mais également d'autres objets en argent pris dans le trésor du temple, qui ont été fondus et transformés en shekel et demi-shekels.
Au cours de la deuxième année (67-68 apr. J.-C.) et de la troisième (68-69 apr. J.-C.) de la révolte, des pièces de bronze en forme de prutah (en) en bronze, représentant une amphore et portant la date et l'inscription hébraïque (חרות ציון Herut Sion) « "Liberté de Sion" » ont aussi été émises.
Au cours de la quatrième année de la révolte (69-70 apr. J.-C.), les pièces en argent se raréfient et ne représentent que 4,24 % du nombre total de pièces en argent retrouvées. Trois pièces de bronze de grande taille ont été frappées. Les numismates estiment que ces pièces étaient des fractions de shekel. La plus petite de ces pièces comporte également un calice, ainsi que les symboles de la fête de la moisson à Souccot, un loulav et un etrog, ainsi que la date et désormais l’inscription "Pour la rédemption de Sion". Cette pièce est généralement appelée un «huitième», probablement un huitième de shekel. Il existe un large consensus selon lequel les pièces émises par le gouvernement de Judée pendant la Révolte utilisent une écriture hébraïque archaïque et des symboles juifs, notamment des boutons de grenade, des loulavs, des etrogs. des expressions comprenant "Shekel d'Israel" et "Liberté de Sion" (חרות ציון Herut Zion,) en tant que déclarations politiques destinées à rallier le soutien à l'indépendance.

## Motifs

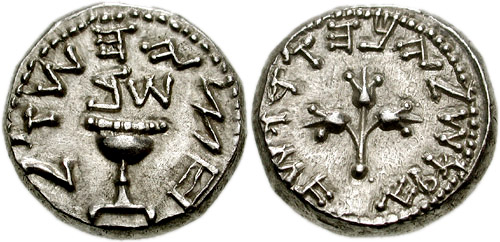
Demi-Shekel en argent, an 2

L'iconographie des pièces est de deux types :
- Temple de Jérusalem, culte, fêtes;
- Symboles agricoles[17].

### Pièces en argent
Pendant les cinq années de la guerre, un grand nombre de pièces de monnaie de shekel et demi-shekel d'argent ont été frappées. 1220 pièces d'argent sont connues (885 shekels et 335 demi-shekels). Les pièces d'argent collectées dans le cadre du projet Menorah Coin Project sont réparties sur les années de la nouvelle ère, après quoi elles sont datées de la manière suivante:
| Inscription | Traduction  | Datation      | Fréquence |
| ----------- | ----------- | ------------- | --------- |
| א           | "(Année) 1" | 17 elul 66/67 | 19,45 %   |
| ש ב         | "(Année) 2" | 17 elul 67/68 | 41,64 %   |
| ש ג         | "(Année) 3" | 17 elul 68/69 | 33,42 %   |
| ש ד         | "(Année) 4" | 17 elul 69/70 | 4,24 %    |
| ש ה         | "(Année) 5" | 17 elul 70/71 | 1,24 %    |

Il a été recensé 515 motifs de coins différents: 85 utilisés pour le recto (avers) et 430 pour le verso.

### Pièces en métaux non ferreux

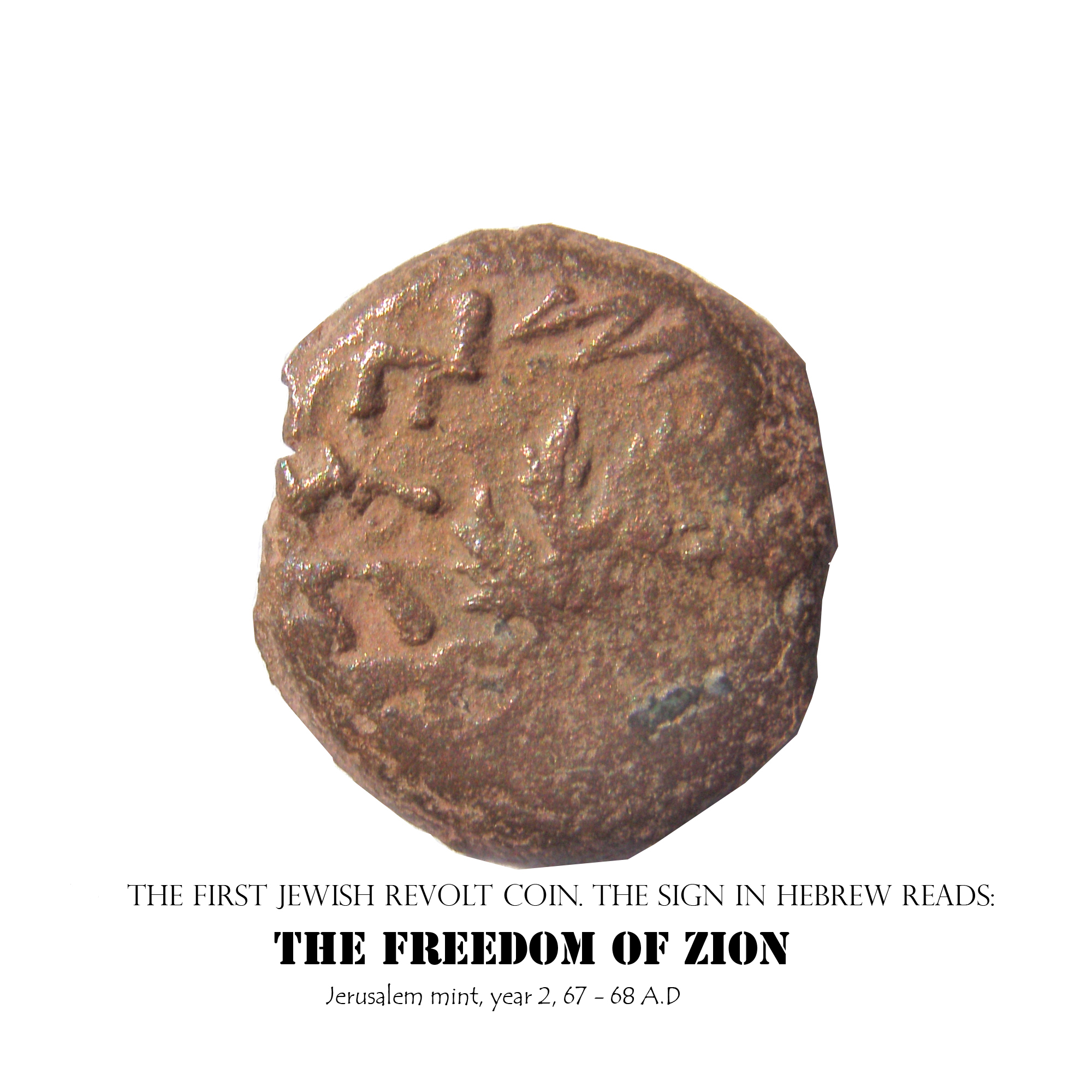
Pièce en bronze (Prutah) avec feuille de vigne et l'inscription "Liberté de Sion"

Les 2e, 3e et 4e années, les révoltés ont également frappé des pièces de monnaie en bronze. La petite pièce de bronze (Prutah) montre une amphore avec l'année sur l'avers, et sur le revers, une feuille de vigne pendue à une vigne et la translittération paléo-hébraïque חרות ציון Cherut Sion "liberté de Sion".
Cherut (חרו), le terme hébreu pour «liberté», est apparu pour la première fois sur ces pièces de la guerre juive (66-71), puis plus fréquemment sur des pièces de monnaie de la révolte de Bar Kochba (132-135).
Au cours de la quatrième année du soulèvement, des demi-shekels et des quarts de shekels en métal non ferreux ont également été frappés, alors que les pièces en argent ont presque disparu (4,24 % du total).
Les demi-shekels montrent un palmier dattier entre deux paniers pleins de dates sur l'avers et porte désormais l'inscription לגאלת ציון "Rédemption de Sion". Le motif au verso est un fruit d'etrog entre deux loulav, plus l'année et le mot chatzi, "demi", probablement pour demi-shekel.
Les quarts de shekels montrent sur l'avers le fruit de l'etrog avec l'inscription "Rédemption de Sion". Au revers, deux loulav et l'année, avec la dénomination reva, « quart ». Loulav et Etrog font référence à la fête des tentes (Souccot).
En outre, la quatrième année de la guerre, il existe encore une petite pièce de bronze sans valeur, appelée huitième. Sur l'avers se trouve le calice déjà vu sur les shekels, sur son revers un loulav entre deux etrogs.
Tous les motifs des pièces de bronze (amphore, feuilles de vigne, palmiers, corbeille de fruits, etrog et loulav) sont familiers dans l’iconographie juive ancienne et se retrouvent, par exemple, sur le sol en mosaïque des synagogues de la période romaine.